# Typhlodromus shibai
Typhlodromus shibai är en spindeldjursart som beskrevs av Ehara 1981. Typhlodromus shibai ingår i släktet Typhlodromus och familjen Phytoseiidae. Inga underarter finns listade i Catalogue of Life.